# Дрогобычско-Самборская епархия ПЦУ
Дрогобычско-Самборская епархия Православной Церкви Украины (укр. Дрогобицько-Самбірська єпархія Православної Церкви України) – епархия Православной церкви Украины объдиняет приходы этой юрисдикции на юге Львовской области.

## История
Епархия была выделена из Львовской епархии УПЦ КП, согласно решению Священного Синода от 8 сентября 1992 года.

## Управляющие епархией
- Андрей (Горак) (8 сентября 1992 — 23 января 1993)
- Иоанн (Боднарчук) (23 января 1993 — 7 сентября 1994)
- Феодосий (Пецина) (4 декабря 1994 — 13 декабря 2006)
- Матфей (Шевчук) (13 декабря 2006 — 23 января 2012)
- Михаил (Бондарчук) (25 января 2012 — 8 марта 2013)
- Иаков (Макарчук) (с 8 марта 2013)[1]